# Księgi Mekabiego
Księgi Mekabiego – trzy księgi znajdujące się w kanonie Starego Testamentu uznawanym w Kościele Etiopskim. Ich treść jest zupełnie inna niż treść Ksiąg Machabejskich uznawanych za kanoniczne w katolicyzmie i prawosławiu.
- 1 Księga Mekabiego składa się z 36 rozdziałów i zaczyna od słów: „Za dni Moabitów i Medów...” Opowiada o konflikcie pomiędzy oddającym cześć pogańskim bóstwom królem Medii Tsirutsajdanem a Żydem z pokolenia Beniamina o imieniu Mekabi, który protestował przeciwko bałwochwalczym praktykom i nauczał, że ludzie powinni oddawać cześć tylko jednemu Bogu. Za karę król nakazuje spalić pięciu synów Mekabiego, a także innych, którzy mu się sprzeciwiali.
- 2 Księga Mekabiego składa się z 21 rozdziałów i zaczyna od słów: „Kiedy Mekabi znalazł Żydów w syryjskiej Mezopotamii...” Opowiada o królu Moabu o imieniu Mekabi, który wyruszył na wojnę przeciwko Izraelitom, chcąc ich ukarać. Później żałował za swoje grzechy i nauczał Izraelitów Prawa Bożego. Po śmierci Mekabiego Tsirutsajdan wprowadził kult pogański i spalił jego synów.
- 3 Księga Mekabiego składa się z 10 rozdziałów i zaczyna od słów: „Wyspy Egiptu rozweselą się...” Zawiera nauki o zbawieniu i potępieniu w oparciu o przykłady z życia różnych starotestamentalnych postaci, takich jak Adam, Hiob, Dawid i inni.

Komentarz do etiopskiego Prawa Kanonicznego wymienia pośród ksiąg Starego Testamentu jedynie dwie Księgi Mekabiego, przy czym druga z nich to połączone Księgi 2 i 3.
Księgi Mekabiego nie są wymieniane w żadnych źródłach spoza Etiopii. Nie wiadomo, kto jest ich autorem, ani kiedy zostały napisane. Zawierają jednak wzmianki o Chrystusie, dlatego ich powstanie datuje się na wczesną erę chrześcijańską. Jedynymi wersjami językowymi, w jakich jest obecnie dostępny ich tekst, są gyyz, amharska, ijarycka (rastafariański dialekt języka angielskiego) i angielska.